# Le Cavalier de bronze (poème)
Pour les articles homonymes, voir Le Cavalier de bronze.
 (janvier 2014).
Si vous disposez d'ouvrages ou d'articles de référence ou si vous connaissez des sites web de qualité traitant du thème abordé ici, merci de compléter l'article en donnant les références utiles à sa vérifiabilité et en les liant à la section « Notes et références ».
Le Cavalier de bronze ou Le Cavalier d'airain (en russe : Медный всадник ; en orthographe précédant la réforme de 1917-1918 : Мѣдный всадникъ) est un poème composé par Alexandre Pouchkine en 1833.

## Historique
Ce long poème narratif a été inspiré à Pouchkine par la célèbre statue équestre de l'empereur Pierre le Grand par Étienne Maurice Falconet. Ce monument se trouve au centre de Saint-Pétersbourg, sur la place des Décembristes (anciennement place du Sénat), à quelques pas de la Neva. Il figure l'empereur monté sur son cheval, juché lui-même sur un énorme rocher de granit.
Pouchkine a écrit son poème dans un lieu, la propriété familiale de Boldino, et durant une saison, l'automne, particulièrement propices à son inspiration. Plus généralement, Le Cavalier de bronze a été composé pendant une des périodes les plus paisibles de la vie de l'écrivain. Ses années d'exil (1820-1826) n'étaient plus qu'un mauvais souvenir, malgré la pesanteur du contrôle policier auquel il était toujours soumis. Le « rebelle » était aussi, depuis peu, mari et père. 
D'ores et déjà reconnu par la majorité du public comme le plus grand poète russe, grâce à des œuvres comme Eugène Onéguine ou Boris Godounov, Pouchkine avait un peu délaissé la poésie et se consacrait à la littérature en prose (La Fille du capitaine) et au journalisme: Le Cavalier de bronze est l'un de ses derniers poèmes. 
Pour cause de censure personnelle de l'empereur Nicolas Ier, seul le prologue du Cavalier de bronze (amputé de quelques vers) a été publié du vivant de Pouchkine, en 1834. Le poème entier (adapté par Vassili Joukovski, poète et ami de l'auteur, pour éviter la censure) a été publié pour la première fois en 1837, quelques mois après sa mort, dans Le Contemporain, le journal qu'il dirigeait.

## Résumé
Le poème débute par un hommage à Pierre le Grand. Le tsar, ayant défait les armées suédoises, décida, pour ouvrir à la Russie une « fenêtre sur l'Europe », de construire une nouvelle capitale à l'extrémité occidentale du pays. La ville fut édifiée au milieu des marécages finnois, sur un terrain constamment menacé par les crues de la Neva (un chantier pharaonique au coût humain énorme). Ainsi naquit Saint-Pétersbourg, à la fois symbole de la grandeur du tsar, et de sa brutalité; de l'ouverture d'un pays sur l'occident; et de la fragilité de celle-ci.
Suit une déclaration d'amour de Pouchkine à Pétersbourg. Le poète y décrit les splendides monuments de la ville, des palais de Rastrelli à la flèche de l'Amirauté, en passant par les quais de la Neva. Il évoque aussi les années consacrées à la fête et à l'écriture qu'il passa dans la ville, avant d'être exilé par les autorités dans le sud de l'empire en raison de quelques poèmes impertinents.
Vient, finalement, le poème proprement dit: une sorte de conte fantastique qui se déroule lors d'une des terribles crues de la Neva. Un jeune homme, Eugène, trouve refuge sur la statue d'un lion d'où il assiste à la catastrophe. Lorsque les eaux se calment un peu, il se précipite vers le quartier populaire de Pétersbourg où habite sa promise, Paracha. Hélas, la maison de celle-ci a été emportée par la Neva. Eugène, devenu à moitié fou, se met à errer en ville. C'est ainsi qu'il se retrouve un jour sous la statue de Pierre le Grand. Il défie l'empereur qu'il juge responsable du drame. Soudain, il a le sentiment que la statue s'est mise à bouger et qu'elle se lance à sa poursuite. Le malheureux fuit éperdument. On retrouve son cadavre dans une petite île perdue au milieu des marécages.

## Critique
Le Cavalier de bronze est considéré comme l'un des chefs-d'œuvre de la poésie russe.
Le poème constitue un hommage aux splendeurs de la nouvelle capitale de l'empire. Pouchkine y avait passé les premières années suivant sa majorité, avant son exil ; une période heureuse de sa vie également évoquée dans Eugène Onéguine. Il était revenu s'installer à Pétersbourg peu après son mariage.
Le Cavalier de bronze (dont le héros, Eugène, porte le même prénom qu'Onéguine), ou le chaos contre l'absolutisme, est surtout une métaphore des rapports complexes de Pouchkine avec le pouvoir tsariste : hostilité, loyauté, fatalité. 
Dans sa jeunesse, le poète fut exilé pendant cinq ans par Alexandre Ier, en raison de poèmes jugés excessivement libéraux. Il fut gracié par son successeur, Nicolas Ier, tout en restant sous surveillance permanente : censure, interdiction de se rendre à l'étranger, déplacements soumis à autorisation préalable. Toute sa vie, Pouchkine fut donc opprimé par les autorités. Son instinct de liberté et l’autocratie étaient parfaitement antagoniques.
Simultanément, Pouchkine ressentait une profonde loyauté envers le pouvoir impérial. Il était conscient que l’histoire de la Russie était nouée à celle de ses monarques, depuis Alexandre Nevski. Aristocrate, il était fier d'appartenir à la vieille noblesse, qui avait joué un rôle historique essentiel, aux côtés des tsars. Patriote, il ne supportait pas l'hostilité dont son pays et ses souverains faisaient l'objet de la part du reste de l’Europe, en particulier depuis l’écrasement de la révolte polonaise de 1830. Tout ceci se révèle dans l'œuvre de Pouchkine : il avait le projet d’écrire une biographie de Pierre le Grand; l'un de ses ancêtres apparaît dans Boris Godounov; Le Nègre de Pierre le Grand, un roman inachevé, a pour thème l'amitié entre son arrière-grand-père, Abraham Hanibal, et l'empereur.
Le dernier aspect de la relation entre Pouchkine et le pouvoir est son sentiment qu’en Russie toute révolte est condamnée à l'échec. Le poète avait eu l’occasion d’en faire personnellement l’expérience, à multiples reprises. Par ailleurs, seul l’exil l’avait sans doute empêché de participer à l'insurrection décabriste. En décembre 1825, cette révolte aristocratique improvisée, à laquelle avait pris part nombre des amis de Pouchkine, avait été écrasée par les troupes fidèles au tsar au pied même de la statue équestre de Pierre le Grand. Le côté désespéré, insensé de toute résistance au pouvoir absolu des tsars est également un thème récurrent de l'œuvre de Pouchkine, de la trahison de Mazeppa dans Poltava, à l'insurrection de Pougatchev dans La Fille du capitaine.
La popularité du poème de Pouchkine a valu à la statue de Pierre le Grand par Falconet l'appellation populaire de « Cavalier de bronze ».

## Postérité
Le compositeur russe Reinhold Glière en fit un ballet, créé le 14 mars 1949.